# فروافتادگی بند ناف
فروافتادگی بند ناف یا پرولاپس بند ناف (به انگلیسی: Umbilical cord prolapse) زمانی رخ می‌دهد که طناب نافی پیش از جنین، از رحم خارج شود. از فوریت‌های مامایی طی دوران بارداری یا زایمان به‌شمار می‌آید. افتادگی بند ناف در حدود ۱ مورد از هر ۵۰۰ بارداری رخ می دهد.  خطر مرگ نوزاد حدود ۱۰٪ است. با این حال، بیشتر این خطرات به دلیل ناهنجاری های مادرزادی یا نارس بودن است.
پرولاپس بند ناف اغلب با پارگی پرده‌های مایع درون‌شامه amnion همراه است با پارگی پرده‌ها جنین به سمت پایین و به داخل حفره لگن حرکت می‌کند و به طناب نافی فشار وارد می‌کند در نتیجه خون‌رسانی به جنین دچار اختلال می‌شود.

## علت‌ها
1. طویل بودن بند ناف
2. وزن کم هنگام تولد
3. چندقلویی
4. پارگی زودرس پرده‌های مایع آمنیون
5. پلی هیدرآمنیوس
6. پرزانتاسیونهای نامناسب مانند عضو نما صورت، شانه یا مرکب باشد.

## تشخیص
در صورتی که بدنبال پاره شدن یا پاره کردن پرده‌های درون‌شامه و برون‌شامه Chorion، اختلال در تعداد ضربان قلب جنین ایجاد شود باید به فکر سقوط بند ناف بود اختلالاتی همچون کاهش ضربان قلب به صورت پایدار یا شیوع کمتر متغیر وجود دارد.
سه نوع افتادگی ناف وجود دارد که می تواند رخ دهد:
- افتادگی بندناف آشکار overt prolapse: نزول بند ناف از عضو پرزانته جنین؛در واقع بندناف عضو پرزانته ی کاذب می شود. این متداول ترین نوع افتادگی بند ناف است. فقط در صورتی رخ میدهد که غشای جنینی پاره شده باشد.
- افتادگی بندناف مخفی occult prolapse: نزول بند ناف در کنار عضو پرزانته جنین، اما از عضو پرزانته جنین پیشرفت نکرده است. افتادگی بند ناف مخفی می تواند با غشای دست نخورده یا پارگی رخ دهد.
- نمایش نافی (بند ناف) funic presentation: وجود بند ناف بین عضو پرزانته جنین و غشای جنینی. در این حالت، بند ناف از دهانه رحم عبور نکرده و غشا هنوز پاره نشده است.

## درمان
درمان معمول افتادگی بند ناف در شرایط بارداری مناسب شامل زایمان فوری با سریعترین و مطمین ترین روش ممکن است. معمولا سزارین نیاز است، به خصوص اگر زایمان زودرس باشد. با این حال اگر از نظر بالینی تشخیص داده شود که زایمان واژینال مطمین تر یا سریع تر است اولویت با زایمان واژینال خواهد بود.
اگر به کمک سونوگرافی فعالیت قلب جنین مشاهده نشود و قرار جنین طولی باشد بهتر است زایمان طبیعی صورت گیرد.
با کمک سونوگرافی وجود فعالیت قلب جنین ثابت می‌شود. درصورتی که فعالیت قلب وجود داشته باشد سزارین درمان انتخابی است.
به دنبال تشخیص پرولاپس بند ناف، باید حین آماده سازی فوری برای سزاین، تمامی اقدام‌های لازم برای جلوگیری از فشرده شدن بند ناف توسط عضو نما صورت گیرد. این اقدامات تا زمان انجام سزارین توصیه می شود. مدیریت مناسب در اکثر موارد نتایج خوبی دارد.
بیمار باید در وضعیت پوزیشن ترندلنبرگ یا سجده قرار گیرد. عضو نما تا حد امکان بالا رانده می‌شود و تا زمان وضع حمل بالا نگه داشته می‌شود.
پر کردن مثانه با کاتتر فولی می تواند به بالا بردن عضو نمای جنین و بلند کردن آن از بند ناف کمک کند.
استفاده از مواد توکلیتیک (داروهای سرکوبگر زایمان) پیشنهاد شده است ، که معمولا فقط برای پر کردن مثانه و نه مداخله مستقل تجویز می شود.
نکته ی آخر  اگر مادر از زایمان دور باشد ، تلاش برای قرار دادن دستی بند ناف به داخل حفره رحم صورت میگیرد. با این حال، این مورد در حال حاضر توسط کالج سلطنتی متخصص زنان و زایمان (RCOG) توصیه نمی شود، زیرا با وجود موارد موفقیت آمیز هنوز شواهد کافی برای حمایت از این مانور وجود ندارد.